# Ahmet Kireççi
Ahmet Kireççi (Mersin, 27 agosto 1914 – Mersin, 17 agosto 1978) è stato un lottatore turco, specializzato sia nella lotta libera che nella lotta greco-romana.

## Palmarès
- Giochi olimpici

Berlino 1936: bronzo nella lotta libera pesi medi.
Londra 1948: oro nella lotta greco-romana pesi massimi.